# 獺鼩科
獺鼩科（學名：Potamogalidae）為非洲蝟目馬島蝟亞目的一科，屬於棲息於撒哈拉以南非洲河岸邊的半水生物種，與棲息於馬達加斯加的馬島蝟科為近親，兩科於約5,300萬~4,700萬年前分家。獺鼩科最初是作為亞科置於馬島蝟科下，之後才提升為獨立的科。
所有的獺鼩均為肉食性動物，能透過感覺毛於水中搜尋獵物，主要為無脊椎動物。如牠們的名稱所示，獺鼩的外型與水獺十分形似，但兩者並非近親，屬於趨同演化。而獺鼩在水中時，則會透過左右擺動側扁的尾部推進，類似於鱷魚。

## 描述
獺鼩和其他非洲蝟目物種一樣具有很小的眼睛與耳朵、口鼻部寬而長，並長有感覺毛、後腿內側具有皮垂，且二三趾癒合、並具有濃密可防水的毛髮。

## 現存物種
獺鼩科 Potamogalidae
- 小獺鼩屬（英语：Potamogale） Micropotamogale
  - 寧巴小獺鼩（英语：Nimba otter shrew） M. lamottei
  - 魯文佐里小獺鼩（英语：Ruwenzori otter shrew） M. ruwenzorii
- 獺鼩屬（英语：Potamogale） Potamogale
  - 巨獺鼩（英语：Giant otter shrew） P. velox